# Нижняя Таловка
Нижняя Таловка — хутор в Миллеровском районе Ростовской области. Входит в состав Верхнеталовского сельского поселения.

## География

### Улицы
- ул. Моторная,
- ул. Октябрьская,
- ул. Песчаная,
- ул. Раздольная,
- ул. Тенистая,
- ул. Терновая.

## Население
| 2010 |
| ---- |
| 55   |